# Fehaid al-Deehani
Fehaid al-Deehani (arabisch فهيد الديحاني, DMG Fuhaid ad-Dīḥānī; * 11. Oktober 1966 in Kuwait) ist ein kuwaitischer Sportschütze (Flinte). Er ist der erste Medaillengewinner und bislang einzige Olympiasieger Kuwaits bei Olympischen Spielen.
Fehaid al-Deehani startete erstmals 1992 in Barcelona bei Olympischen Spielen. Im noch Trap-Wettbewerb erreichte er den 29. Platz. Vier Jahre später in Atlanta wurde er 20. des Trap- und Zehnter des Doppeltrap-Wettkampfes. 2000 erreichte er in Sydney im Doppeltrap erstmals ein olympisches Finale und gewann hinter Richard Faulds und Russell Mark mit 186 Treffern die Bronzemedaille. Es war die erste olympische Medaille für Kuwait überhaupt. Bei den Spielen 2004 in Athen war al-Deehani Fahnenträger seines Landes bei der Eröffnungsfeier und wurde Achter und verpasste damit das Doppeltrap-Finale um zwei Ränge. Die Spiele 2008 in Peking verpasste er, nahm aber wieder 2012 in London an den Olympischen Spielen teil. Diese begannen für den erneuten Fahnenträger bei der Eröffnungsfeier mit Pannen. Aufgrund von Gepäckbeschränkungen konnte er seine Ersatzwaffe nicht mitnehmen. Seine reguläre Waffe ging während des Doppeltrap-Wettbewerbs entzwei. Ein Schütze aus Katar lieh ihm seine Waffe, doch unterlag er mit einer fremden Waffe aussichtsreich im Finale liegend dem Russen Wassili Mossin, der ebenfalls 185 Scheiben traf, im Ausschießen und wurde Vierter. Besser lief es im Trap-Wettkampf, in dem Al-Deehani hinter Giovanni Cernogoraz und Massimo Fabbrizi mit 145 Treffern Dritter wurde, nachdem er den ebenfalls 145 Treffer erreichenden Australier Michael Diamond im Ausschießen um die Bronzemedaille besiegt hatte. Es war die zweite Medaille in der kuwaitischen Olympiageschichte.
Bei den Weltmeisterschaften 1999 in Tampere gewann al-Deehani die Bronzemedaille, 2001 wurde er in Kairo Vizeweltmeister und gewann 2002 in Lahti nochmals Bronze. 2016 erreichte er das Finale bei den Olympischen Sommerspielen 2016 in Rio de Janeiro und holte Gold, jedoch nicht für sein Heimatland startend, sondern als unabhängiger Teilnehmer, da das kuwaitische NOK wegen politischer Einflussnahme auf den Sport zu diesem Zeitpunkt suspendiert war.